# اما خانزادیان
اما واقیناکی خانزادیان (ارمنی: Էմմա Վաղինակի Խանզադյան؛ انگلیسی: Emma Khanzadyan؛ زادهٔ ۲۹ اوت ۱۹۲۲ - درگذشته ۳۰ سپتامبر ۲۰۰۷) تاریخ‌نگار، باستان‌شناسی اهل ارمنستان بود.

## زندگی‌نامه
وی در ۲۹ اوت ۱۹۲۲ در قاراکیلیسا به دنیا آمد و از دانشگاه دولتی ایروان (۱۹۵۰) فارغ‌التحصیل گشت.  وی در ۳۰ سپتامبر ۲۰۰۷ در سن ۸۵ سالگی درگذشت.

## یادداشت
1. ↑  պատմական գիտությունների դոկտոր